# Сидоренко, Михаил Фёдорович

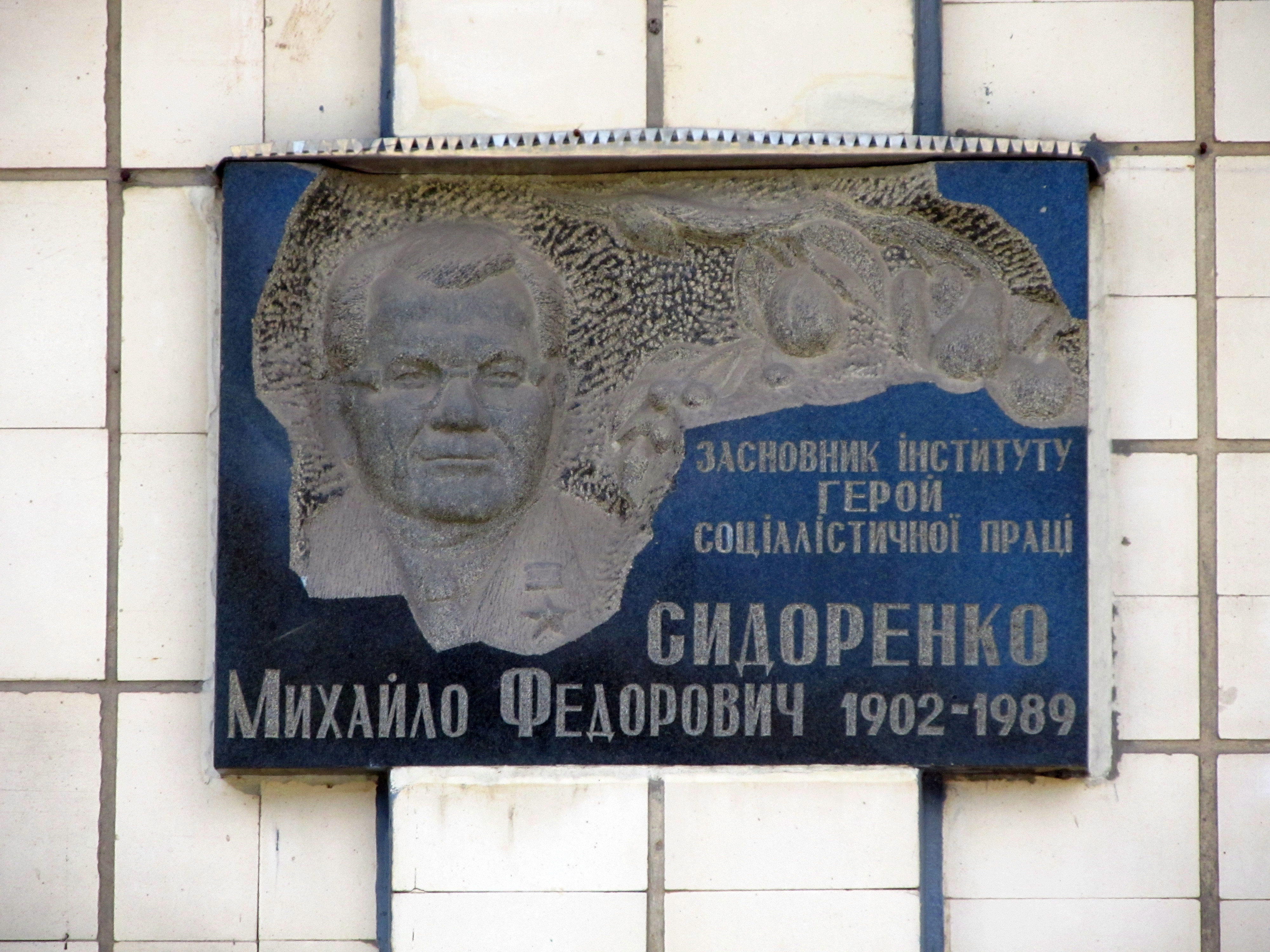
Мемориальная доска на Мелитопольской садстанции

Михаил Фёдорович Сидоренко (29 июня 1902 (12 июля 1902) — 5 октября 1989) — советский садовод, селекционер, автор и соавтор 37 сортов персика, директор Мелитопольской опытной станции садоводства, кандидат сельскохозяйственных наук (1947), Герой Социалистического Труда (1971).

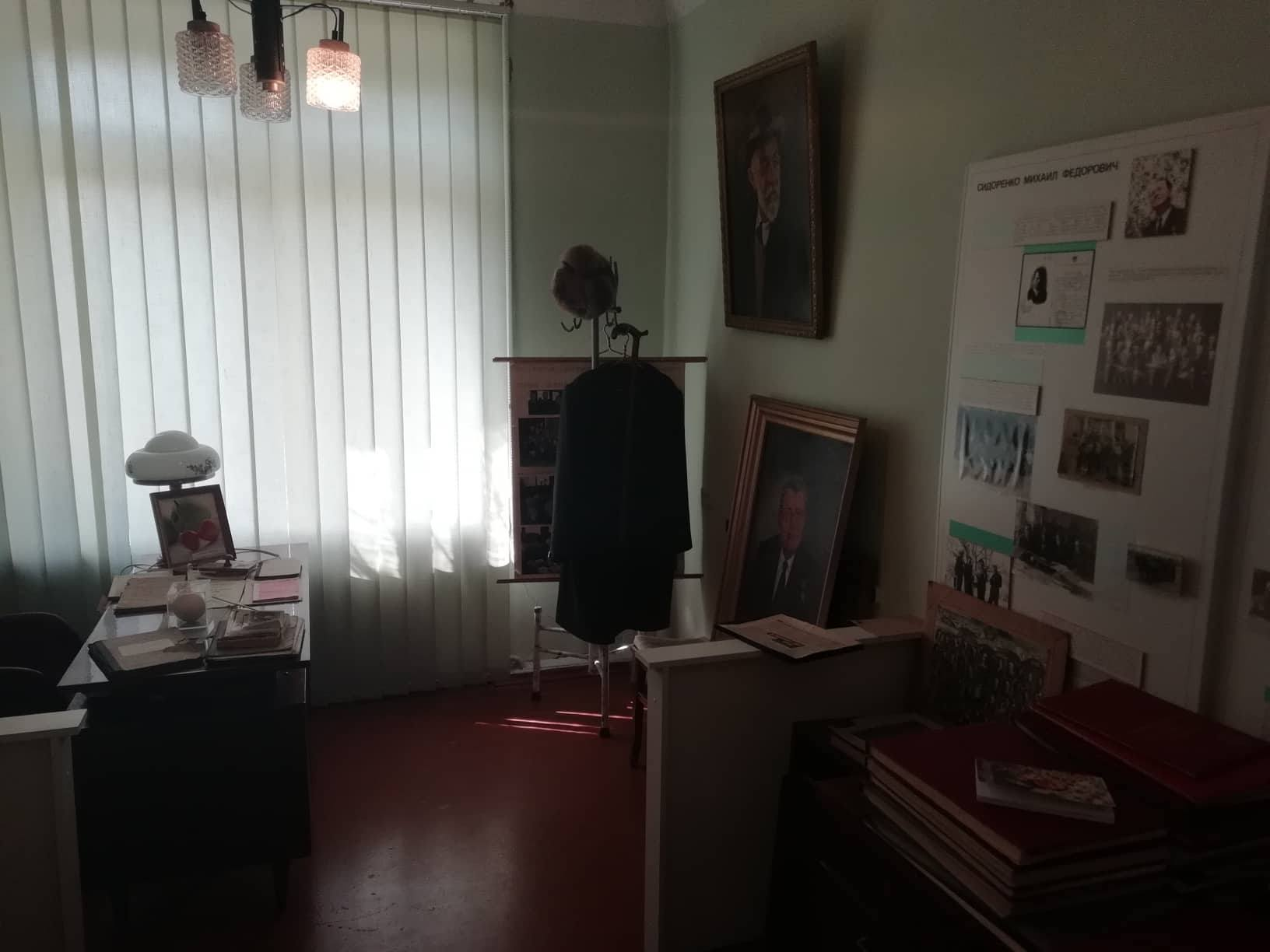

## Биография
В 1924 году М. Ф. Сидоренко окончил Красногоровскую сельскохозяйственную профшколу. В 1928—1932 годах учился в Полтавском плодово-ягодном институте по специальности «агроном-организатор плодово-ягодного хозяйства». После окончания института был назначен директором Мелитопольская опытная станция садоводства.
Во время Великой Отечественной войны М. Ф. Сидоренко служил заместителем командующего Северо-Кавказским фронтом по политической части.
После войны М. Ф. Сидоренко в 42 года руководил Мелитопольской опытной станцией садоводства (с 1972 года — Институт орошаемого садоводства). В последние годы жизни работал научным консультантом института.

## Научная деятельность
Ещё в 1930-е годы М. Ф. Сидоренко начал исследования по выращиванию черешни в южных районах Украины. В 1948 году он защитил кандидатскую диссертацию по результатам этих исследований. Свои исследования Сидоренко опубликовал в монографии «Черешня».
Позже Сидоренко занялся селекцией персика. В 1956 году он передал в государственное испытание 9 новых сортов — «Янтарный», «Августовский», «Таврия», «Транспортабельный», «Приазовский», «Запорожский», «Солнечный», «Радужный», «Июньский ранний». Кроме того, он был соавтором 28 других сортов персика, в том числе сортов «Золотистый» и «Мелитопольский ясный», районированных на Украине.
М. Ф. Сидоренко — автор более 30 научных и научно-популярных работ, делегат XIV Международного конгресса по садоводству в Голландии (1955) и Международного конгресса по вишне и черешне в Италии (1972), Герой Социалистического Труда (1971), заслуженный агроном УССР (1962), заслуженный деятель науки УССР (1962), обладатель 4 золотых и 5 серебряных медалей ВДНХ СССР.

## Память
- Садстанция, которой руководил Сидоренко, теперь носит его имя.
- Именем Сидоренко названа небольшая улица в Мелитополе, расположенная в 300 метрах от садстанции.